# Princesa
Princesa is een gemeente in de Braziliaanse deelstaat Santa Catarina. De gemeente telt 2.687 inwoners (schatting 2009).

## Aangrenzende gemeenten
De gemeente grenst aan Dionísio Cerqueira, Guarujá do Sul en São José do Cedro.

### Landsgrens
En met als landsgrens aan de gemeente Bernardo de Irigoyen in het departement General Manuel Belgrano in de provincie Misiones met het buurland Argentinië.